# Jens Albinus
Jens Albinus (ur. 3 stycznia 1965 w Bogense) – duński aktor, reżyser i scenarzysta, znany z udziału w uhonorowanym nagrodą Emmy serialu Orzeł (Ørnen: En krimi-odyssé, 2004-06).

## Filmografia

### Filmy fabularne
- 2006: Szef wszystkich szefów (Direktøren for det hele) jako szef wszystkich szefów/bezrobotny aktor Kristoffer/Svend E
- 2000: Tańcząc w ciemnościach (Dancer in the Dark) jako Morty
- 1998: Idioci (Idioterne) jako Stoffer

### Seriale TV
- 2004-06: Orzeł (Ørnen) jako Hallgrim Ørn Hallgrimsson